# Duke University Hospital
 (février 2022).
Si vous disposez d'ouvrages ou d'articles de référence ou si vous connaissez des sites web de qualité traitant du thème abordé ici, merci de compléter l'article en donnant les références utiles à sa vérifiabilité et en les liant à la section « Notes et références ».
Pour les articles homonymes, voir Duke.
Le Duke University Hospital est un établissement universitaire de soins tertiaires de 957 lits situé à Durham, en Caroline du Nord. 
Depuis sa création en 1930, l'hôpital est passé d'un petit hôpital régional à un centre médical universitaire de renommée mondiale. Duke University Hospital est l'hôpital universitaire phare du Système de santé de l'Université Duke (Duke University Health System), un réseau de médecins et d'hôpitaux desservant le comté de Durham et le comté de Wake en Caroline du Nord, et ses environs, ainsi que l'un des trois centres de référence de niveau I pour le Triangle de recherche de Caroline du Nord (les deux autres sont des hôpitaux UNC à Chapel Hill et WakeMed Raleigh à Raleigh).

## Histoire

### 1924-1935: premières années
L'institution remonte à 1924, six ans avant l'ouverture de l'hôpital, lorsque James Buchanan Duke a créé la Fondation Duke pour transformer l'Université Duke (alors connue sous le nom de Trinity College) en l'université de recherche qu'elle est aujourd'hui. En 1925, Duke a légué 4 millions de dollars pour établir la faculté de médecine, l'école d'infirmières et l'hôpital. Deux ans plus tard, en 1927, la construction de l'hôpital d'origine (maintenant connu sous le nom de Duke South) [lequel a ouvert ses portes le 21 juillet 1930], comptait 400 lits. En 1931, l'hôpital et la faculté de médecine ont été officiellement inaugurés le 20 avril et la clinique de diagnostic privée (système de médecins internes de Duke) a été organisée le 16 septembre. En 1935, moins de cinq ans après l'ouverture de l'hôpital, l'American Medical Association a classé Duke parmi les 20 meilleures écoles de médecine du pays.

### 1936-1969: plusieurs premières
En 1936, une équipe de médecins dirigée par le Dr Julian Deryl Hart a introduit la lumière ultraviolette pour tuer les germes dans la salle d'opération afin de lutter contre les infections à staphylocoques postopératoires, réduisant considérablement le nombre d'infections et de décès apparentés. La même année, l'hôpital a créé le premier programme de lutte contre les tumeurs cérébrales du pays, lançant ce qui allait devenir l'un des programmes les plus renommés au monde dans le domaine du traitement du cancer. En 1937, Joseph Beard a développé un vaccin contre l'encéphalomyélite équine, l'un des premiers vaccins connus pour lutter contre la maladie transmise par les moustiques.
L'hôpital a fait sa première expansion en 1940, ajoutant une nouvelle aile au bâtiment d'origine. En 1946, la Division de chirurgie thoracique, aujourd'hui la Division Duke de chirurgie cardiovasculaire et thoracique, a été organisée par Josiah Charles Trent. En 1947, le Bell Research Building est devenu le premier bâtiment autonome sur le campus de l'hôpital. En 1954, le Duke Poison Control Center a été organisé, devenant l'un des deux premiers centres organisés dans le pays.
En 1955, le psychiatre Ewald W. Busse a créé le Duke University Center for Aging, le premier centre de recherche de ce type dans le pays. Étant actuellement[évasif] le plus ancien établissement en activité aux États-Unis, ce centre a lancé des études à long terme sur les problèmes de santé des personnes âgées.
Les chirurgiens de Duke ont effectué en 1956 la première chirurgie cardiaque en utilisant l'hypothermie systémique pour ramener la température corporelle d'un patient à moins de 50 degrés Fahrenheit (10 degrés Celsius) dans le but de minimiser les dommages tissulaires lors de chirurgies prolongées. Avec le succès de cette expérience, l'hypothermie systémique est devenue une procédure standard dans tous les hôpitaux du monde. En 1957, l'hôpital et l'école de médecine ont été renommés Duke University Medical Center. En 1958, Thelma Ingles, professeure et directrice du Département des soins infirmiers médico-chirurgicaux, a développé le programme de spécialiste en soins infirmiers cliniques, devenant ainsi le premier programme de maîtrise de ce type aux États-Unis. La création du programme de spécialistes en soins infirmiers a ouvert la voie à des connaissances cliniques avancées dans la prestation et l'enseignement du domaine des soins infirmiers.
Les années 1960 ont fait l'objet de premières extraordinaires à Duke. En 1963, le premier étudiant afro-américain a été accepté dans la prestigieuse faculté de médecine. Deux ans plus tard, en 1965, l'hôpital a établi le premier programme d'aide médicale au pays. En 1966, Duke est devenu le premier centre médical au monde à offrir des consultations radio avec des médecins de pays en développement. Ce programme, appelé Med-Aid (abréviation de Medical Assistance for Isolated Doctors), répondait aux besoins critiques des médecins qui n'avaient pas reçu de traitement approprié [pas clair]. Cette même année, le programme de formation des scientifiques médicaux, un programme conjoint menant à des diplômes simultanés en médecine et en doctorat, a été créé, devenant l'un des trois premiers au pays. En 1969, les premières études enregistrées sur les capacités de l'homme à fonctionner et à travailler à des pressions égales à une plongée en mer profonde de 1 000 pieds (300 m) ont été menées dans la chambre hyperbare.

### 1970-1989: une période de croissance et d'expansion
À l'aube des années 1970, Duke a connu une période d'expansion qui s'est poursuivie jusque dans les années 1980. En décembre 1971, le Duke Comprehensive Cancer Center a été créé en vertu de la Loi nationale sur le cancer. Le centre de cancérologie de Duke, l'un des premiers au pays en vertu de cette législation révolutionnaire, a été officiellement désigné centre de cancérologie complet par le National Cancer Institute en 1973. La même année, le Duke Eye Center est inauguré et ouvert le 8 novembre. En 1978, le Morris Cancer Research Building a ouvert ses portes, offrant aux chercheurs un endroit pour étudier et trouver des remèdes pour la maladie.
Au cours des années 1970, l'hôpital a également dû faire face à deux campagnes de syndicalisation distinctes visant à unir les travailleurs des services non qualifiés de l'hôpital Duke. Les campagnes de 1974 et 1978 ont finalement échoué, et les années 1980 ont inauguré un fléchissement de vingt ans dans l'organisation et l'activisme à l'hôpital.
En 1980, Duke a emménagé dans son installation actuelle au coût de 94,5 millions de dollars (Duke North) sur Erwin Road, située juste au nord de son emplacement d'origine. En 1985, avec l'émergence du sida alarmant la communauté médicale, Duke est devenu l'un des deux premiers hôpitaux à mener des essais cliniques humains sur l'AZT, le premier médicament à offrir une meilleure qualité de vie aux patients aux prises avec le sida.

### De 1990 à aujourd'hui: croissance accélérée, expansion et regard vers l'avenir
Dans les années 1990, la recherche médicale à Duke a été l'avant-garde pour la détection des affections qui peuvent être traitées avec un taux de réussite plus élevé. En 1990, les généticiens de Duke ont inventé un test de trois minutes pour dépister les nouveau-nés pour plus de trente maladies métaboliques en même temps. Cette pratique est depuis devenue la norme dans le monde entier.
En 1992, le centre de cancérologie de Duke est devenu le premier hôpital à développer un programme de greffe de moelle osseuse en ambulatoire. Cette même année, l'hôpital a effectué ses premières transplantations pulmonaire et cardiaque / pulmonaire.
L'année 1994 a marqué le début d'une expansion accélérée pour Duke. Cette année-là, le Levine Science Research Center et le Medical Sciences Research Center ont été ouverts. De plus, des rénovations importantes ont été apportées à la clinique Duke (Duke South), des ajouts au Morris Cancer Research Building, un nouveau centre de santé pour enfants, un centre de soins ambulatoires indépendant et des options de stationnement élargies pour les visiteurs.
Le Système de santé de l'Université Duke (Duke University Health System) a été créé en 1998 grâce à des partenariats récemment établis avec le Durham Regional Hospital et le Raleigh Community Hospital. La même année, les National Institutes of Health se sont associés à Duke pour offrir le premier master conjoint des sciences de la santé en recherche clinique. Avec ce partenariat extraordinaire, le NIH est devenu le premier organisme à offrir un programme d'études supérieures conjoint avec une grande université.
En 2001, l'hôpital a été le premier à créer un centre destiné exclusivement à l'imagerie par résonance magnétique cardiovasculaire.
Une équipe de l'hôpital est devenue en 2019 la première aux États-Unis à transplanter un cœur adulte dans un receveur grâce à un processus connu sous le nom de don après arrêt cardiaque.
Aujourd'hui[évasif], le Duke University Hospital est toujours à la recherche de découvertes révolutionnaires pour améliorer la qualité de vie de tous dans le monde. De plus, l'hôpital fait l'objet d'un important projet d'agrandissement qui permettra d'augmenter la taille de son bloc opératoire et d'ajouter deux héliports supplémentaires à l'hôpital.